# François-Marie-Joseph Lecourtier
François-Marie-Joseph Lecourtier  (né le 13 décembre 1799 et mort le 20 août 1885) est un ecclésiastique qui fut évêque de Montpellier de 1861 à 1874 puis évêque émérite de Montpellier et archevêque titulaire de Sébaste (de) de 1874 à sa mort.

## Biographie
François Joseph Lecourtier, qui s'adjoindra ensuite le prénom de Marie, naît à Paris le 13 décembre 1799, fils de Jean-François Lecourtier, architecte, et d'Aimable Oportune Richer. Il fait ses études au séminaire Saint-Sulpice où il est ordonné prêtre en 1823. Il exerce ensuite comme premier vicaire de l'église Saint-Étienne-du-Mont de Paris puis de 1830 à 1840 comme curé des Missions étrangères de Paris. Il devient chanoine théologal du chapitre de Notre-Dame de Paris avant d’être chanoine titulaire en 1849 et enfin curé archiprêtre l'année suivante. 
Il est désigné comme évêque de Montpellier le 8 juin 1861 et confirmé le 22 juillet suivant.

## Succession apostolique
François-Marie-Joseph Lecourtier a ordonné les évêques suivants :
- Archevêque Étienne-Émile Ramadié (1865)

## Distinctions
- Officier de la Légion d'honneur (29 avril 1863)[4]